# Eskadrila transportnih aviona 91. ZB
Eskadrila transportnih aviona 91. ZB Zagreb, postrojba je Hrvatskog ratnog zrakoplovstva i protuzračne obrane, smještena u zračnoj bazi u Zagrebu.
Eskadrila sudjeluje i u aktivnostima tijekom protupožarne sezone, kada su na kriznim žarištima često potrebna žurna pojačanja u ljudstvu i materijalu, pri čemu je od osobitog značaja velika mobilnost koju pruža transportno zrakoplovstvo.

## Povijest
Eskadrila je oformljena 26. studenog 1991. kao Samostalno zrakoplovno odjeljenje Bjelovar, sa zapovjednicima pukovnikom Josipom Hrgovićem i brigadirom Zvonkom Zrnom. U svom je sastavu imala zrakoplov An-2, a malo poslije došao je Air tractor 402. Sudjelovala je u brojnim operacijama u Domovinskom ratu. Vrlo zastarijelim avionima An-2 bombardiralo se neprijateljske položaje poznatim "bojler" bombama te opskrbljivalo vukovarske branitelje prijeko potrebnim lijekovima i streljivom. Tijekom rata, unatoč obavljanju brojnih, pa i borbenih zadaća, postrojba se često selila: nakon Bjelovara bila je smještena u Hlebinama, Koprivnici, a u Lučkom bila je dio Mješovite transportne eskadrile, koja je uključivala i helikoptere. U jesen 1992. tadašnja 27. eskadrila transportnih aviona odvojila se od kolega u helikopterima i preselila na Pleso, gdje je i sada. Prijelomnica je stigla u prosincu 1995., kad joj je priključen prvi Antonov An-32B, a ubrzo je stigao i drugi. Nakon nabave dva aviona Antonov An-32B, Eskadrila svakodnevno provodi mnoge mirnodopske zadaće, kao što je prijevoz tereta i ljudi.

## Flota
Eskadrila u svom sastavu ima dva dvomotorna srednje transportna zrakoplova An-32B, nabavljena 1995. godine.